# Стейсівілл (Айова)
Стейсівілл (англ. Stacyville) — місто (англ. city) в США, в окрузі Мітчелл штату Айова. Населення — 458 осіб (2020).

## Географія
Стейсівілл розташований за координатами 43°26′21″ пн. ш. 92°47′2″ зх. д. / 43.43917° пн. ш. 92.78389° зх. д. (43.439247, -92.783945).  За даними Бюро перепису населення США в 2010 році місто мало площу 1,39 км², з яких 1,33 км² — суходіл та 0,06 км² — водойми.

## Демографія
Згідно з переписом 2010 року, у місті мешкали 494 особи в 223 домогосподарствах у складі 123 родин. Густота населення становила 356 осіб/км².  Було 255 помешкань (184/км²).
Расовий склад населення:
| - 97,4 % — білих - 0,8 % — чорних або афроамериканців - 0,4 % — азіатів - 0,2 % — корінних американців |

До двох чи більше рас належало 1,0 %. Частка іспаномовних становила 1,2 % від усіх жителів.
За віковим діапазоном населення розподілялося таким чином: 18,4 % — особи молодші 18 років, 48,0 % — особи у віці 18—64 років, 33,6 % — особи у віці 65 років та старші. Медіана віку мешканця становила 51,0 року. На 100 осіб жіночої статі у місті припадало 96,8 чоловіків;  на 100 жінок у віці від 18 років та старших — 91,0 чоловіків також старших 18 років.
Середній дохід на одне домашнє господарство  становив 47 521 долар США (медіана — 37 500), а середній дохід на одну сім'ю — 60 807 доларів (медіана — 53 750). Медіана доходів становила 45 000 доларів для чоловіків та 28 594 долари для жінок. За межею бідності перебувало 7,6 % осіб, у тому числі 0,0 % дітей у віці до 18 років та 11,9 % осіб у віці 65 років та старших.
Цивільне працевлаштоване населення становило 253 особи. Основні галузі зайнятості: освіта, охорона здоров'я та соціальна допомога — 27,7 %, виробництво — 21,7 %, будівництво — 9,9 %, транспорт — 8,7 %.